# Pészak
Pészak (románul: Pesac) település Romániában, a Bánságban, Temes megyében.

## Fekvése
Nagyszentmiklóstól délkeletre, Perjámos délnyugati szomszédjában fekvő település.

## Története
Pészak nevét 1399-ben említette először oklevél Puerseegh néven. 1426-ban Pwrsegh, 1444-ben Peersegh, Pwrseegg, 1549-ben Persek, 1828-ban Pészak néven írták.
Pészak a 18. század végén még kincstári puszta volt, és Temes vármegyéhez tartozott. A helyi plébániai feljegyzései szerint 1768-ban települt, és az 1774. évi telekkönyv szerint akkor a csanádi kerülethez tartozott.
A települést II. József  Kispakácz pusztával együtt adományozta Bajzáth József veszprémi püspöknek azzal a kikötéssel, hogy halála után a birtok testvére lemenőire szálljon, aki ide németeket telepített. 1798-ban Bajzáth József testvére János, 1802-1804 között kastélyt is építtetett itt, mely  gróf Zichy Andorné született Bajzáth Irma, 1838-ban pedig Bajzáth József birtoka lett.
1910-ben 2986 lakosából 2223 román, 479 német, 178 cigány, 97 magyar volt. Ebből 2386 görögkeleti ortodox, 556 római katolikus volt.
A trianoni békeszerződés előtt Torontál vármegye Perjámosi járásához tartozott.
2007-ben az addig Perjámos községhez tartozó falu önálló községgé alakult.

## Nevezetességek
- Görögkeleti temploma 1806-ban épült.
- Római katolikus temploma 1820-ban épült.